# 大下港
大下港（おおげこう）は、愛媛県今治市の大下島にある地方港湾。港湾管理者は今治市。

## 航路
- 今治市営フェリー
  - 今治港 - 大下港 - 小大下島 - 岡村港（岡村島）